# Fujifilm X-T1
La Fujifilm X-T1 è una fotocamera mirrorless con sensore APS-C (1.5x) da 16.3 megapixels prodotta dal 2014 al 2016 (fuori produzione). È stata sostituita dal modello X-T2.

## Caratteristiche
La fotocamera monta un sensore X-Trans CMOS II da 16,3 MP mentre il processore d'immagine è EXR II capace di sensibilità da 200 a 6400 ISO, espandibile fino a 100-25600 ISO (ma solo in JPG). Il corpo è magnesio ed è completo di guarnizioni le quali rendono il corpo macchina resistente all'umidità ed alla polvere. Sul retro troviamo il display da 3" orientabile ed il nuovo mirino OLED da 2,46MP.
La X-T1 è caratterizzata dalle molte ghiere che si trovano nella zona superiore del corpo. La torretta degli ISO ha un pulsante di blocco e alla base si trova una ghiera per la selezione del metodo di avanzamento. Sulla destra del mirino si trova la torretta dei tempi di scatto, anch'essa con pulsante di blocco. Alla sua base c'è una ghiera per la valutazione esposimetrica, mentre distanziata dal pulsante di scatto e da quello Fn si la ghiera per la compensazione di esposizione.
Il punto di forza di questo modello di fotocamera è il mirino digitale. Oltre a possedere una grande quantità di pixel, offre una visuale molto ampia, visuale paragonaibile alle reflex full-frame top di gamma. La resa cromatica del pannello OLED e l'assenza di ritardo lo rendono apprezzato anche dagli utenti provenienti dal pentaprisma delle reflex. Nel mirino è possible valutare l'esposizione in tempo reale, inoltre Fujifilm ha introdotto anche altre funzionalità. Ruotando la fotocamera, per scatti in verticale, ruotano anche le informazioni di scatto visibili nel mirino. L'ampio spazio può essere anche sfruttato per una visualizzazione sdoppiata: a sinistra l'immagine al completo e a destra un ingrandimento della zona centrale per verificare la messa a fuoco manuale (la stessa cosa è disponibile anche attraverso il live-view del display). Inoltre è presente un sensore di prossimità che consente di attivare automaticamente il mirino quando l'occhio viene avvicinato al mirino.

## Riconoscimenti
La X-T1 si è aggiudicata il premio EISA "Best Product 2014" per la categoria "Advanced Compact System Camera".